# Вампір з Брукліна
«Вампір з Брукліна» (англ. Vampire In Brooklyn) — комедійний фільм жахів Веса Крейвена за участю Едді Мерфі, знятий у 1995 році.
«Вампір з Брукліна» став останнім фільмом, знятим за ексклюзивним контрактом Едді Мерфі з Paramount Pictures, який розпочався з “48 годин” (1982) і включав франшизу “Поліцейський з Беверлі-Гіллз” (1984-1994).
Фільм вийшов у Сполучених Штатах 27 жовтня 1995 року та не зміг виправдати покладені на нього очікування студії в прокаті.
Картина отримала негативні відгуки, і була розцінена деякими критиками як один із найслабших фільмів Мерфі. Проте фільм став культовим серед шанувальників, які високо оцінили хімію між Мерфі і Анджелою Бассетт, гумор (особливо від Кадіма Гардісона і Джона Візерспуна) і режисерську роботу Веса Крейвена.

## Сюжет
Рід вампірів згасає. Останній із них, Максиміліан (Едді Мерфі), що довгий час мешкав на одному з островів Карибського моря, прибуває на судні в Нью-Йорк, де сподівається знайти жінку, яка народилася від зв'язку смертної матері з іншим вампіром. З екіпажом судна він обходиться, як колись Дракула — з командою «Деметри», тобто протягом подорожі поїдає матросів одного за іншим. Некероване судно викликає настороженість у гавані Нью-Йорка, а картина бійні на кораблі сповнює жахом працівників доку. Волею випадку розслідувати справу про вбивства на борту доручають детективу Риті Ведер (Анджела Бассетт), яка й з'явилася на світ унаслідок зв'язку вампіра зі смертною жінкою.
Привабливий і цинічний Максиміліан намагається завоювати серце красуні, проте в неї так само закоханий її напарник — детектив Джастіс (Аллен Пейн). Для досягнення своєї мети Максиміліан створює собі помічника-упиря з місцевого телепня Джуліуса (Кадім Гардісон), який, утім, часто тільки заважає босові. Зрештою Максиміліану вдається зачарувати Риту і змусити вимовити «так», після чого він намагається звільнити її вампірів потенціал. Однак дівчину жахає необхідність убивати людей заради власного прожитку, отже вона вперто відмовляється зробити останній крок — спробувати людську кров.
Тим часом Джастіс з'ясовує від карибського мага доктора Зейко (Зейкс Мокае), що Риту ще можна повернути у світ людей — для цього лише треба вбити Максиміліана. Однак поліцейський виявився нездатним поцілити в серце вампіра дерев'яним кілком. У цей момент Рита робить свій вибір, в результаті Максиміліан гине саме від її руки.
Джуліус поступово розкладається — у нього випадає око, відвалюються вухо, кисть, потім вся рука. Однак після загибелі боса в упиря залишається хазяйський лімузин. Там Джуліус знаходить перстень Максиміліана, надівши який, остаточно перетворюється. Тепер у Брукліні є новий вампір…

## Акторський склад
- Едді Мерфі — Максимілліан / проповідник Пол / Гвідо
- Анджела Бассетт — детектив Рита Ведер
- Аллен Пейн[en] — детектив Джастіс
- Кадім Гардісон[en] — Джуліус Джонс
- Джон Візерспун — Сайлес Грін, дядько Джуліуса
- Зейкс Мокае — доктор Зейко
- Джоанна Кессіді — капітан Дьюї
- Сімба Халі — Ніккі, сусідка Ріти по кімнаті
- Мессіра Фрімен — Єва, дівчина Джуліуса
- Келлі Сіннант — поліційний фотограф
- Хсу Гарсіа — Ентоні
- Мітч Піледжі — Тоні
- В. (Вільям) Ерл Браун — громила
- Венді Робі — фанатичка в поліційній дільниці

## Виробництво
Виконавиця трюків Соня Девіс загинула, спробувавши виконати падіння з висоти в 13 метрів.
За словами Чарлі Мерфі, фільм спочатку повинен був стати фільмом жахів без комедійного елементу, але Вес Крейвен привніс нове бачення.
Едді Мерфі про фільм: «Я завжди хотів зіграти лиходія у фільмі. Я люблю фільми жахів і був великим шанувальником Веса Крейвена. Цей фільм починався як щось маленьке, це був фільм, який моя компанія тільки збиралася зняти, і сценарій склався настільки добре, що я подумав, що це буде кумедна роль, тому що я повинен був зробити щось страшне і смішне одночасно, тому що вампір може перетворитися на інших людей — я стаю смішним, коли я проповідник, і я стаю смішним, коли я італієць. І вампір досить прямолінійний, і навколо мене відбуваються всі ці кумедні речі. Я відчував, що це була унікальна робота».
Знімання тривало 55 днів, три з яких були проведені в Нью-Йорку, а решта — в Лос-Анджелесі.

### Сприйняття
Картина була випущена в сезон Хелловіна. Попри це, фільм отримав переважно негативні відгуки.
На сайті Rotten Tomatoes фільм має рейтинг схвалення в 12 % на основі 34 рецензій критиків. Критичний консенсус сайту: «Ні страшно, ні дуже смішно, ця хибна картина ніколи не виправдає себе».
На сайті Metacritic картина на підставі 17 відгуків отримала 27 балів зі 100.
Роджер Еберт дав фільму 1 зірку з 4, зазначивши, що «фільм дивитися неприємно. Він темніше, ніж „Сім“, але без ідеї, і моє загальне враження про це: люди, що кричать у тіні. Називати це комедією — ознака оптимізму; називати його поверненням для Мерфі — ознака сліпої віри».

## Згадки у фільмах
«Вампір у Брукліні» - один із кількох фільмів Крейвена, на які посилаються у сцені в метро «Крику VI» (2023). Режисери Метт Беттінеллі-Олпін і Тайлер Гіллетт розповіли в інтерв'ю виданню Variety, що вони залучили людей, переодягнених у відомих персонажів Веса Крейвена, зокрема проповідника Полі та детектива Риту Ведер з «Вампіра в Брукліні».